# Завадил, Радек
Радек Завадил (чеш. Radek Zavadil; род. 16 марта 1973, Прага) — чешский гребец, выступавший за сборные Чехословакии и Чехии по академической гребле в 1990-х годах. Победитель и призёр первенств национального значения, участник летних Олимпийских игр в Барселоне.

## Биография
Радек Завадил родился 16 марта 1973 года в Праге. Занимался академической греблей в столичном гребном клубе «Прага».
Впервые заявил о себе на международном уровне в сезоне 1990 года, когда вошёл в состав чехословацкой национальной сборной и выступил на юниорском мировом первенстве в Эгбелете, где в зачёте распашных рулевых четвёрок стал пятым. Год спустя на аналогичных соревнованиях в Баньолесе завоевал серебряную медаль в той же дисциплине.
Благодаря череде удачных выступлений удостоился права защищать честь страны на летних Олимпийских играх 1992 года в Барселоне. В составе экипажа-восьмёрки, куда также вошли гребцы Павел Меншик, Ондржей Голечек, Душан Бусинский, Павел Сокол, Петр Блеха, Ян Бенеш, Иржи Шефчик и рулевой Иржи Птак, благополучно преодолел предварительный квалификационный этап, но на стадии полуфиналов занял в своём заезде последнее место и отобрался лишь в утешительный финал В, где в конечном счёте финишировал шестым. Таким образом, расположился в итоговом протоколе соревнований на 12-й строке.
После барселонской Олимпиады Завадил остался действующим спортсменом и продолжил принимать участие в крупнейших международных регатах. Так, в 1993 году он представлял Чехию на домашнем чемпионате мира в Рачице — в программе безрульных четвёрок занял итоговое 15-е место.
В 1995 году в восьмёрках выиграл серебряную медаль на молодёжном Кубке наций в Гронингене.
В 1997 году в четвёрках без рулевого стартовал на этапах Кубка мира в Мюнхене и Люцерне.
Его младшая сестра Ленка Завадилова так же стала известной гребчихой, участвовала в состязаниях женских восьмёрок на Олимпийских играх в Барселоне.